# Rosalejo
Rosalejo (asztur-leóni és extremadurai nyelven Rosaleju) település Spanyolországban, Cáceres tartományban. Rosalejo Talayuela, Peraleda de la Mata és Navalmoral de la Mata községekkel határos. Lakosainak száma 1328 fő (2024).

## Népesség
A település népessége az elmúlt években az alábbi módon változott:
| Lakosok száma | 1698 | 1472 | 1454 | 1284 | 1281 | 1509 | 1476 | 1397 | 1383 | 1328 |
|               | 2001 | 2004 | 2006 | 2009 | 2011 | 2014 | 2016 | 2019 | 2021 | 2024 |